# Фоминское (Харовский район)
Фоминское — деревня в Харовском районе Вологодской области.
Входит в состав Харовского сельского поселения, с точки зрения административно-территориального деления — в Харовский сельсовет.
Расстояние до районного центра Харовска по автодороге — 5 км.
По переписи 2002 года население — 27 человек (10 мужчин, 17 женщин). Всё население — русские.